# Karaté au Japon
 (août 2024).
Si vous disposez d'ouvrages ou d'articles de référence ou si vous connaissez des sites web de qualité traitant du thème abordé ici, merci de compléter l'article en donnant les références utiles à sa vérifiabilité et en les liant à la section « Notes et références ».
 (janvier 2023).

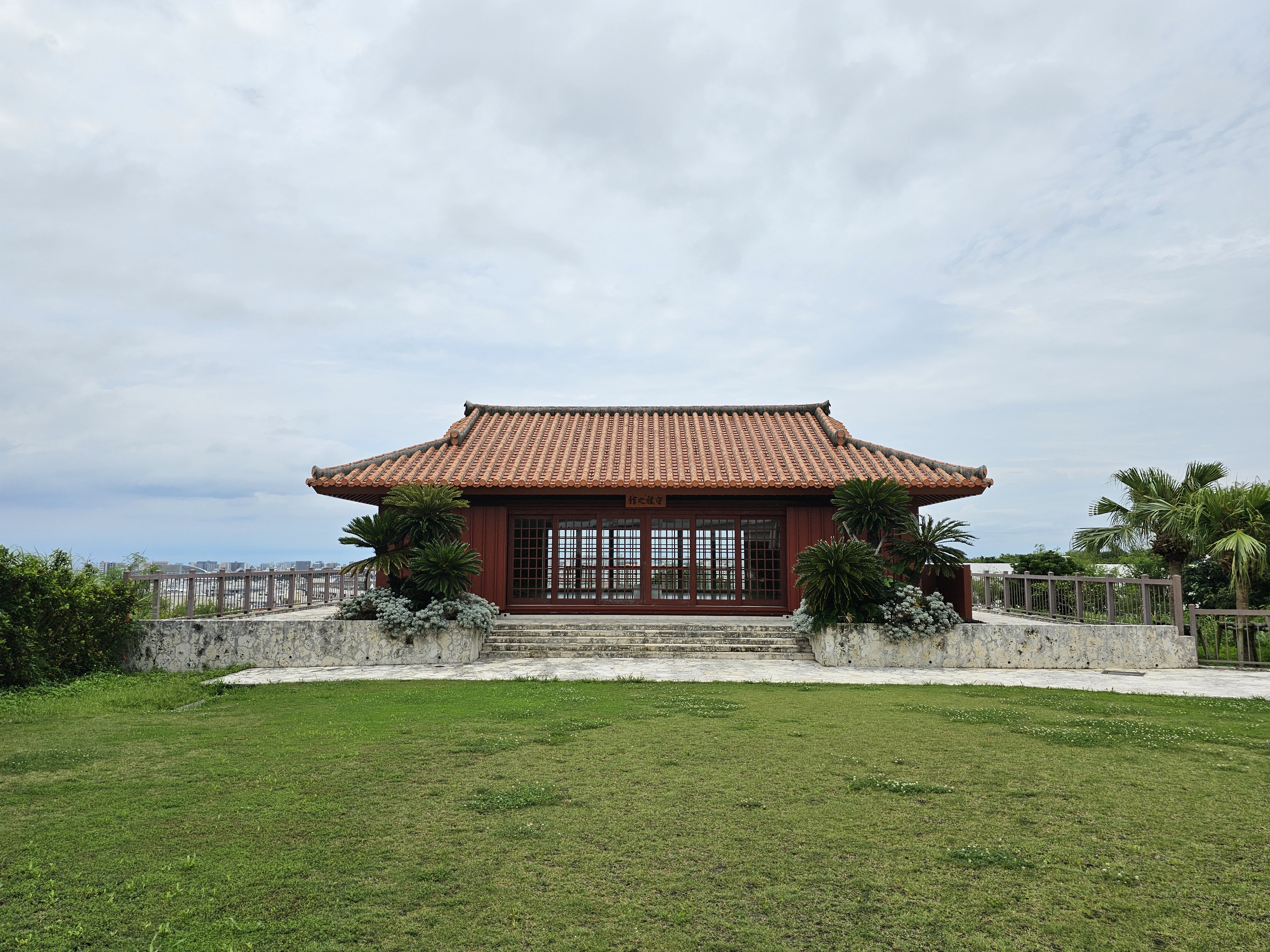
Salle de karaté traditionnelle - Karaté Kaikan à Tomigusuku près de Naha, Préfecture d'Okinawa, Japon

Le Japon est le pays qui a remporté le plus de médailles en karaté.
C'est notamment le cas aux championnats du monde.

## Histoire
C’est vers les années 400 ou 500 que le karaté est apparu au Japon.
En 1922, une démonstration de karaté a lieu à Tokyo.

## Résultats internationaux
| Compétition                    | Compétition                    | Compétition                    | Résultats | Résultats | Résultats | Résultats | Résultats |
| Année                          | Ville hôte                     | Pays hôte                      | Or        | Argent    | Bronze    | Total     | Rang      |
| ------------------------------ | ------------------------------ | ------------------------------ | --------- | --------- | --------- | --------- | --------- |
| 1970                           | Tōkyō                          | Japon                          | 2         | 1         | 1         | 4         | 1         |
| 1972                           | Paris                          | France                         | 0         | 0         | 0         | 0         | —         |
| 1975                           | Long Beach                     | États-Unis                     | 1         | 2         | 0         | 3         | 1         |
| 1977                           | Tōkyō                          | Japon                          | 0         | 0         | 0         | 0         | —         |
| 1980                           | Madrid                         | Espagne                        | 4         | 4         | 2         | 10        | 1         |
| 1982                           | Taipei                         | Taipei chinois                 | 6         | 2         | 3         | 11        | 1         |
| 1984                           | Maastricht                     | Pays-Bas                       | 3         | 2         | 2         | 7         | 2         |
| 1986                           | Sydney                         | Australie                      | 5         | 7         | 2         | 14        | 1         |
| 1988                           | Le Caire                       | Égypte                         | 7         | 3         | 3         | 13        | 1         |
| 1990                           | Mexico                         | Mexique                        | 6         | 3         | 3         | 12        | 1         |
| 1992                           | Grenade                        | Espagne                        | 4         | 2         | 3         | 9         | 2         |
| 1994                           | Kota Kinabalu                  | Malaisie                       | 7         | 2         | 2         | 11        | 1         |
| 1996                           | Sun City                       | Afrique du Sud                 | 4         | 4         | 3         | 11        | 2         |
| 1998                           | Rio de Janeiro                 | Brésil                         | 5         | 1         | 2         | 8         | 2         |
| 2000                           | Munich                         | Allemagne                      | 4         | 2         | 4         | 10        | 2         |
| 2002                           | Madrid                         | Espagne                        | 3         | 1         | 1         | 5         | 3         |
| 2004                           | Monterrey                      | Mexique                        | 4         | 1         | 0         | 5         | 1         |
| 2006                           | Tampere                        | Finlande                       | 2         | 3         | 4         | 9         | 2         |
| 2008                           | Tōkyō                          | Japon                          | 4         | 1         | 4         | 9         | 1         |
| 2010                           | Belgrade                       | Serbie                         | 2         | 2         | 3         | 7         | 3         |
| Toutes compétitions confondues | Toutes compétitions confondues | Toutes compétitions confondues | 73        | 43        | 42        | 158       | 1         |